# Kuusamojärvi
Der Kuusamojärvi ist ein See in der finnischen Landschaft Nordösterbotten.
Der See hat eine Fläche von 47,36 km² und liegt auf einer Höhe von 253 m.
An seinem nordwestlichen Ende liegt die Stadt Kuusamo.
Der Kuusamojärvi fließt zum östlich gelegenen Muojärvi ab.
Er liegt damit im Einzugsgebiet des Pistojoki und des Weißen Meeres.